# IFA H6B
Der IFA H6B war ein in der DDR gebauter Omnibus, der auf dem Lkw IFA H6 basiert.

## Geschichte
Die Entwicklung des H6-Lkws begann bereits im Zweiten Weltkrieg bei der Vomag, wobei auch Busse in Planung waren. Nachdem die Vomag kurz nach dem Zweiten Weltkrieg von der sowjetischen Besatzungsmacht komplett demontiert und zerschlagen worden war, wurde die Entwicklung bei der ehemaligen Auto Union, bei Horch fortgesetzt. Produziert wurde der H6B von 1952 bis 1959 im VEB Kraftfahrzeugwerk „Ernst Grube“ Werdau (bis 1945 Schumann-Werke Werdau), das Teil des Industrieverbands Fahrzeugbau (IFA) war.
Der Bus erhielt im VEB Kraftfahrzeugwerk „Ernst Grube“ zunächst die Typenbezeichnung W 501, wobei das „W“ für Werdau steht. Später erhielt er dann in Anlehnung an den Lkw H 6, auf dem er basiert, die Bezeichnung H 6 B: Horch, 6 Tonnen Nutzlast, Bus. Der Bus ist Nachfolger des Busses W 500, der größer und mit dem Maybach-Motor HL 120 ausgerüstet war.
Der H 6 B zeichnete sich durch hohe Zuverlässigkeit aus und prägte bis zur allmählichen Ablösung durch die ungarischen Ikarus-Busse bis in die 1970er Jahre hinein das Straßenbild der DDR. Nach dem aktiven Einsatz im Liniendienst wurden etliche Fahrzeuge an private Busunternehmen oder Landwirtschaftliche Produktionsgenossenschaften weitergereicht, wo einige sogar das Ende der DDR erlebten.

## Technik und Ausstattung
Der H 6 B besitzt zwei Achsen und ist über eine Kardanwelle hinterradgetrieben. Im Gegensatz zum Lkw H 6 ist der Bus H 6 B als Frontlenker mit Frontmotor zwischen Fahrer- und Beifahrerplatz ausgeführt.
- Motor: wassergekühlter Sechszylinder-4-Takt-Dieselmotor EM 6-20
  - Hubraum: 9036 cm³
  - Leistung: 120 PS bei 2000/min
- Getriebe: Fünfgang-Wechselgetriebe G5 W / H 6 mit Klauenschaltung
- Höchstgeschwindigkeit auf der Straße:
  - bei Hinterachsübersetzung 8,14 : 1 (H 6 B/S und bei Personenanhängerbetrieb): 65 km/h
  - bei Hinterachsübersetzung 6,73 : 1 (H 6 B/L): 80 km/h
- Zulässige Nutzmasse: 6 t
- Ausführungen/Aufbauten: Stadtbus, Überlandbus, Reisebus und Möbeltransport-Lkw (als Spezialanfertigung des Lkw H 6 als Frontlenker)

Der H 6 B/L konnte mit Gepäckgalerie, 7 Notsitzen im Gang und Rundfunkanlage ausgerüstet geliefert werden.

## Einsatz

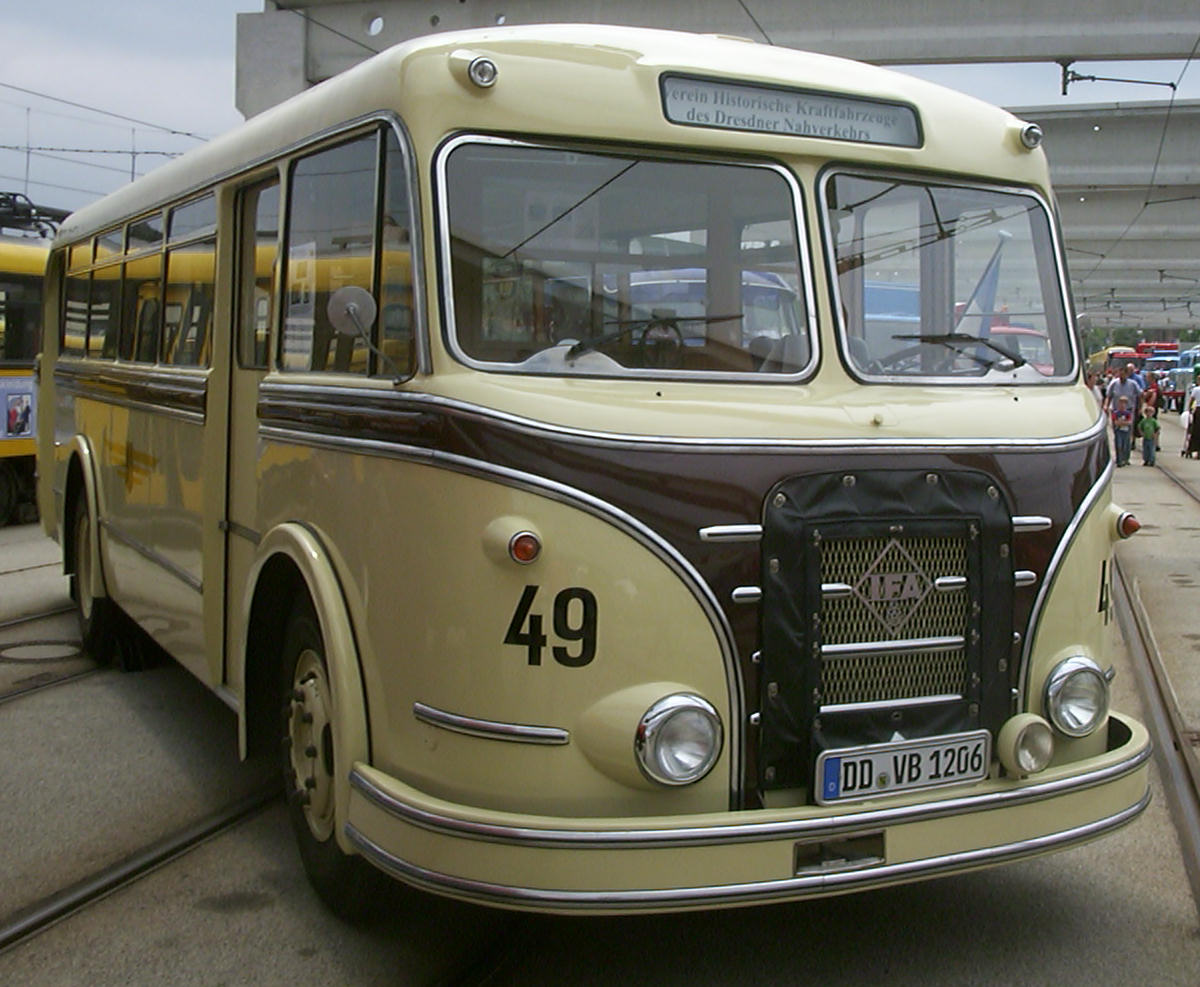
H 6 B/S mit Schiebetür vorn und Falttür hinten

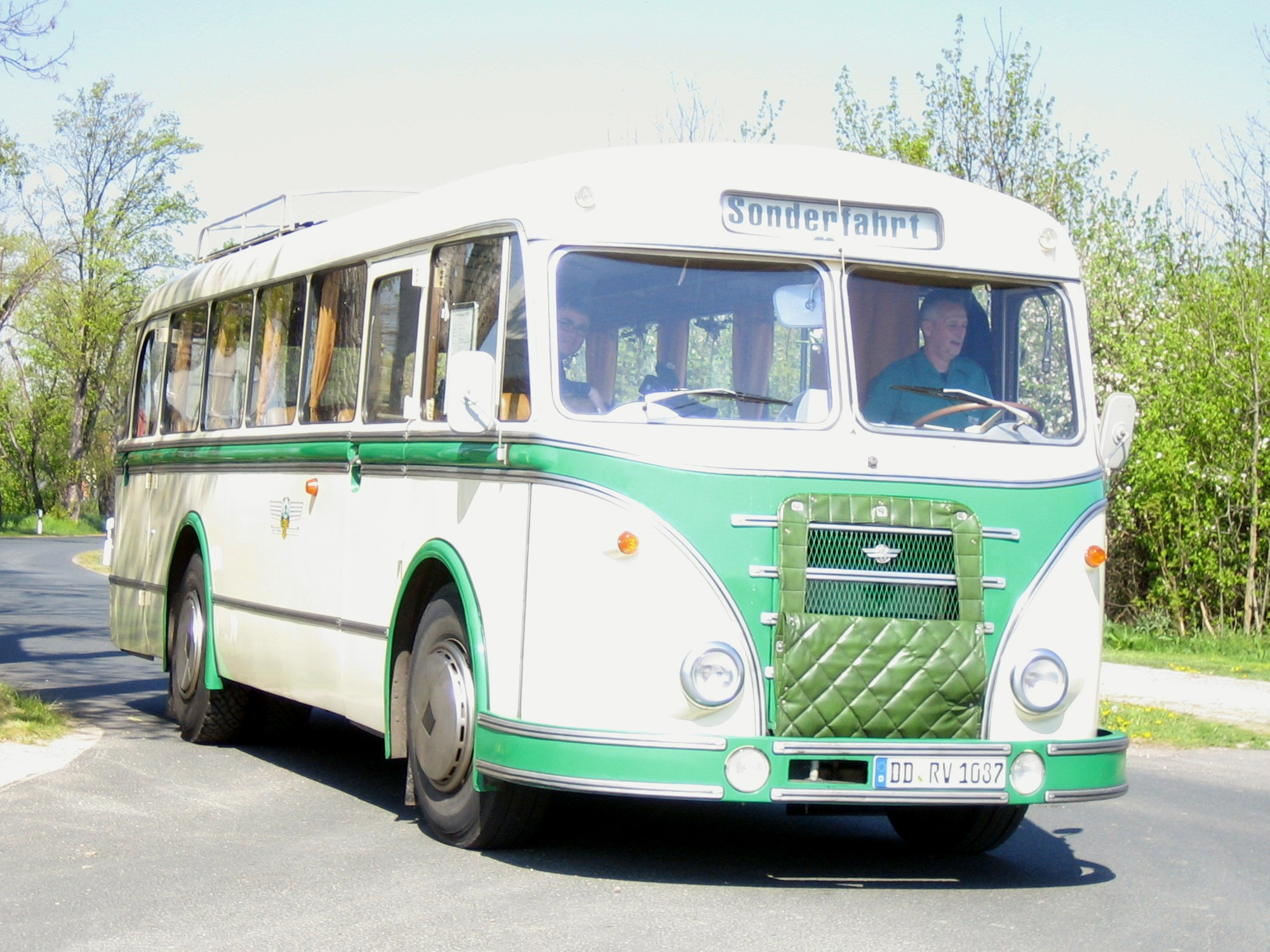
H 6 B/L mit Schlagtüren

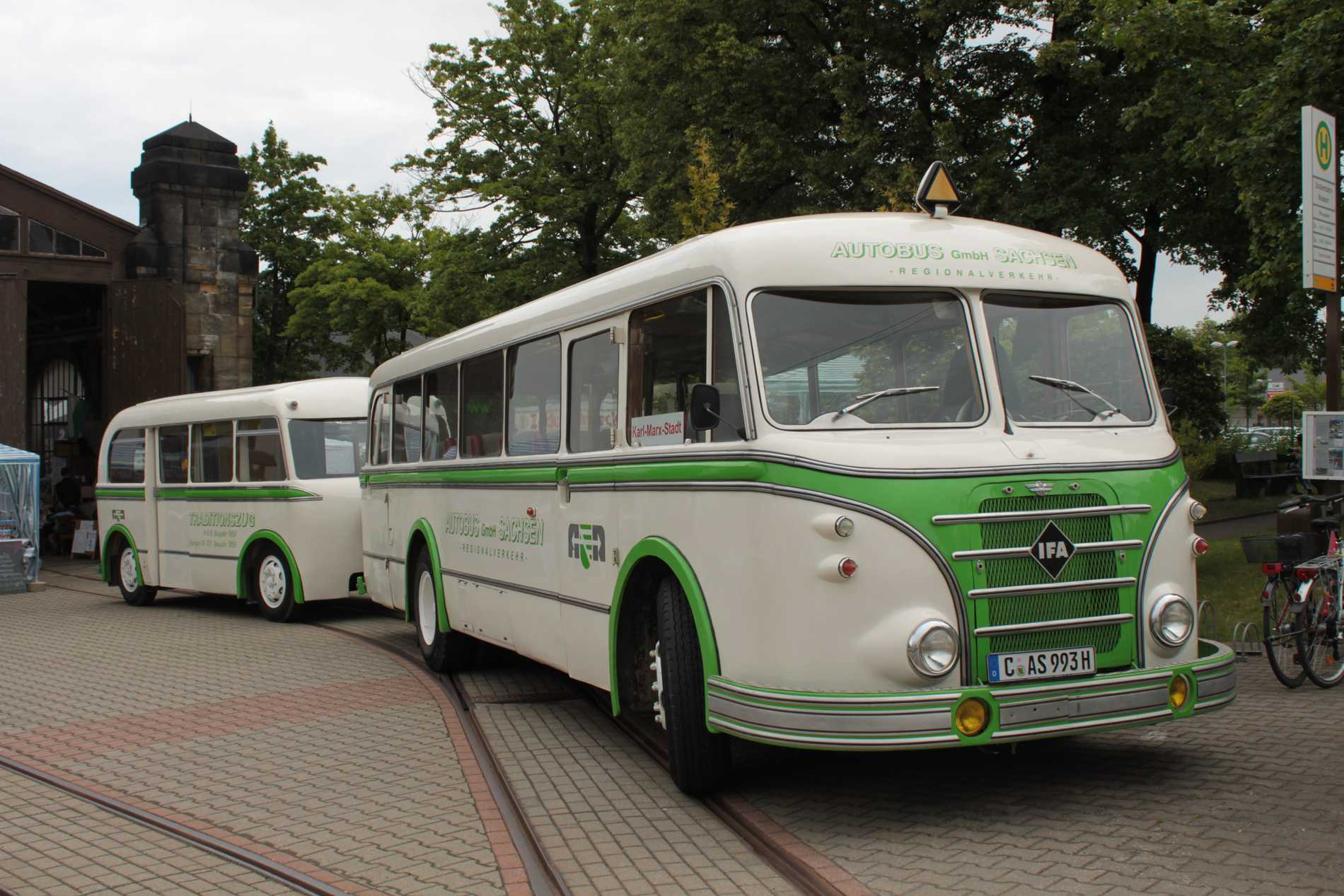
H 6 B/L mit Personenanhänger W 701

Der H 6 B wurde in verschiedenen Ausführungen produziert:
H 6 B/S: Stadtlinienbus – pneumatisch betriebene Türen (vorn Schiebetür, hinten Falttür)
H 6 B/L: Linienbus (Überlandbus) – vorn und hinten Schlagtüren
H 6 B/R: Reisebus – wie H 6 B/L, aber mit Reisebus-Innenausstattung
H 6 B/K: Konferenzbus – Luxusausführung des H 6 B/R mit Bordküche, Dachrandverglasung und Toilette
Der Stadtbus H 6 B/S wie auch der Überlandbus H 6 B/L versahen ihren Dienst oftmals zusammen mit dem Personenanhänger vom Typ W 701. Der Anhänger wurde ebenfalls im VEB Kraftfahrzeugwerk „Ernst Grube“ Werdau produziert.
Ab 1959 wurden für die Berliner Verkehrsgesellschaft (BVG) 50 H 6 B/R in Reisebus-Ausführung für Stadtrundfahrten und Ausflugsfahrten umgebaut. Die technischen Daten:
- Heckmotor
- Schlagtüren mit Sicherheitsschlössern
- Einstiege mit Handgriffen, Trittbretter mit gleitsicherem Belag
- Panoramascheiben in der Front- und Heckpartie
- Vollsichtverglasung der Dachrundungen incl. der vorderen und rückseitigen Dachkuppeln
- Seiten- und obere Belüftung als Schiebefenster
- drei große ausstellbare Ventilationsklappen
- Sonnenschutz-Gardinen
- 40 Fahrgastsitze (mit 100 mm Auswippung der Sitze am Mittelgang) mit Kopfstütze, Armlehne – rückseitig Haltestangen, Aschenbecher und klappbare Ablage
- drehbarer Sitz für Reisebegleiter
- Ablage für Handgepäck am Mitteldach
- Lampen und Lautsprecher am Mitteldach
- Außenlautsprecher
- motorunabhängige Frischluftölheizung („Sirokko“-Heizgerät), Warmluftverteilung über Heizkanal im Mittelgang
- seitliche Gepäckräume mit 2,5 m³ Rauminhalt
- Druckluft-Bremssystem
- Druckluft-Scheibenwischer
- Reserverad (120 kg) im Raum vor den Vorderachsen, Lagerung auf einem mit Rollen fahrbaren Profilrahmen

## Weiterentwicklung
Die Nachfolger des H 6 B – der AZ57B sowie ein Bus mit damals neuartigem Konzept (Heckmotor) – waren bereits 1959 fertig entwickelt, wurden aber nicht mehr gebaut. 1959/60 hatte die sowjetische Besatzungsmacht bereits die Produktion des Lkw AZ 57 gestoppt, da sie die Produktion von schweren Lkw und somit auch großen Bussen in der DDR unterbinden wollte. Die Produktion von Bussen wurde im Rahmen der Arbeitsteilung innerhalb des RGW anderen sozialistischen Staaten, wie beispielsweise Omnibusse in Ungarn, zugeteilt.
Bereits in großer Zahl produzierte Baugruppen und Motoren kaufte die Fritz Fleischer KG aus Gera für ihre Omnibusse vom Typ S 2 und S 5 auf.
Des Weiteren wurden Baugruppen und Konstruktionsunterlagen für weitere Busse an die IKARUS Karosserie- und Fahrzeugwerke übergeben.

## Noch vorhandene Exemplare
Verschiedene Vereine und Busunternehmen erhalten im Gebiet der ehemaligen DDR-Fahrzeuge vom Typ H 6 B/L, so das Straßenbahnmuseum Halle oder das „Depot12“ der Rostocker Straßenbahn AG. In Dresden existiert das einzige bekannte Exemplar in der Ausführung H 6 B/S. Es wird vom Verein Historische Kraftfahrzeuge des Dresdner Nahverkehrs betreut.
Die THÜSAC Personennahverkehrsgesellschaft hat einen IFA H 6 B mit Anhänger W 701 originalgetreu wiederaufgebaut; dieser kann für Fahrten gebucht werden.